# Diecezja Eshowe
Diecezja Eshowe – diecezja Kościoła rzymskokatolickiego w Republice Południowej Afryki, w metropolii durbanzkiej. Została erygowana 27 sierpnia 1921 jako prefektura apostolska. 11 stycznia 1951 stała się diecezją. 